# Gornazo
Gornazo es una localidad española del municipio de Miengo, en la comunidad autónoma de Cantabria.

## Geografía
Está situado a 2 km al sureste de Miengo (capital municipal) y se encuentra a una altitud de 40 m. Desde el punto de vista demográfico, es la localidad más pequeña del municipio, con 113 habitantes (INE, 2023).

## Historia
Hacia mediados del siglo XIX, el lugar, ya por entonces perteneciente a Miengo, tenía contabilizada una población de 90 habitantes. Aparece descrito en el octavo volumen del Diccionario geográfico-estadístico-histórico de España y sus posesiones de Ultramar de Pascual Madoz de la siguiente manera:

GORNAZO: l. en la prov. y dióc. de Santander (3 leg.), part. jud. de Torrelavega (1 1/2), aud. terr. y c. g. de Burgos (30), ayunt. de Miengo: sit. entre dos sierras elevadas; su clima es templado; sus enfermedades mas comunes tercianas y pulmonias. Tiene 23 casas; igl. parr. (San Nicolás) servida por un cura de ingreso y presentacion del abad de Oña, y buenas aguas potables. Confina N. Mogro; E. Bárcena; S. monte de Oruña, y O. Miengo. El terreno es de mediana calidad, y le fertilizan las aguas de un arroyo que se forman en el térm. Hay dos montes poblados de roble. Ademas de los caminos locales tiene uno, que separándose de la carretera de Santander á Reinosa, se dirige á el Barco que llaman de Suances: recibe la correspondencia de Torrelavega 3 veces á la semana. prod.: maiz, alubias, trigo, patatas y frutas; cria ganado vacuno y lanar; caza de liebres y pesca de alguna anguila. pobl.: 21 vec., 90 alm. contr. con el ayunmiento.
(Madoz, 1847, p. 450)